# De Varenhof
De Varenhof is een rijksmonument aan de Ubbergseweg in het oosten van de Nederlandse stad Nijmegen, provincie Gelderland, vlak bij de gemeente Berg en Dal. Het is een van de villa's die de Ubbergseweg en de aansluitende Rijksstraatweg kenmerken.

## Geschiedenis
De locatie was anderhalve eeuw verbonden met de families Van der Goes en Van der Brugghen. Rond 1771 kocht Aert van der Goes (1741-1789) hier een landhuisje. De dochters van deze baljuw en dijkgraaf van Oudewater gaven het in 1839 aan de kunstschilder Guillaume Anne van der Brugghen (1811-1891) toen die trouwde met Carolina Cornelia van der Goes (1813-1864).
Op 27 december 1849 brandde het landhuisje binnen een uur af, waarbij alleen de kelder met tongewelf bewaard bleef en wat inventaris gered kon worden. Het betreffende krantenbericht noemt Van der Brugghen en Van der Goes als bewoners en alleen Van der Goes als eigenaar. Op de fundamenten liet Guillaume in 1851 de huidige, grotere villa De Varenhof bouwen, met op de verdieping een atelier. Van daaruit had hij uitzicht op de Ooypolder met Het Meertje, een oude strang van de Rijn. Omstreeks 1890 werd het De Varenhof genoemd. In 1919 verliet de laatste Van der Brugghen het huis en verkocht het aan de Nijmeegse familie Bakker. In 1975 kocht assurantiebedrijf Gerritsen het huis en in 1981 werd het eigendom van Mr. W.Th.M. Lippmann. In de jaren tachtig woonde de Nijmeegse zanger Frank Boeijen er.

## Kenmerken
De Varenhof is een symmetrisch opgezet, rechthoekig, witgepleisterd huis. Het middenrisaliet aan de voorzijde draagt de naam De Varenhof. De zadeldaken hebben een flauwe helling en overstek. Het uiterlijk is geïnspireerd op een Zwitsers chalet, wat goed past bij de locatie tegen de Ubbergse Heuvelrug, een bosrijke steile stuwwal die deel uitmaakt van de Nederrijnse Heuvelrug. Deze combinatie van ligging en bijpassende vormgeving is van belang voor de architectuurhistorische en stedenbouwkundige waarde, terwijl ook oorspronkelijke interieurelementen bijdragen aan de beschermwaardigheid.

## Vermeldingen
- Dominee G.A. van der Brugghen maakte in 1918 in typoscript een Kroniek van de Varenhof, Ubbergen - Beek - Nijmegen rond 1850. In 1979 is dit bewerkt en uitgegeven door zijn kleinzoon W. van der Brugghen.[4][5]
- Frank Boeijen noemde de villa waar hij gewoond had in zijn lied Nijmegen bij zonsondergang[1] uit 1998.